# Захаров, Иван Васильевич
Иван Васильевич Захаров (род. 24 сентября 1945, Вишнёвая, Горьковская область) — государственный деятель, депутат Государственной думы третьего созыва.

## Биография
Слесарь-сборщик производственного объединения «Кировский завод» Министерства оборонной промышленности СССР.
Лауреат Государственной премии СССР (1978 — за высокую эффективность и качество работы на основе комплексного совершенствования процессов машиностроительного производства).
Делегат XXVI съезда КПСС.
Указом Президиума Верховного Совета СССР от 16 мая 1983 года за большие производственные успехи в связи с выпуском 250-тысячного трактора «Кировец» Захарову Ивану Васильевичу присвоено звание Героя Социалистического Труда с вручением ордена Ленина и золотой медали «Серп и Молот».

### Депутат Госдумы
Депутат Государственной Думы третьего от избирательного объединения Общероссийская политическая общественная организация «Коммунистическая партия Российской Федерации».
Член фракции КПРФ. Член Комитета ГД по делам ветеранов.